# 李斯特希爾 (阿拉巴馬州)
李斯特希爾（英語：Listerhill）是一個位於美國阿拉巴馬州科爾伯特縣的非建制地區。該地的面積和人口皆未知。

## 地理
李斯特希爾的座標為34°45′27″N 87°34′56″W / 34.7575°N 87.58222°W，而該地最高點為海拔高度168米（即551英尺）。